# Schornstein des Heizwerkes „Max Reimann“
Der Schornstein des Heizwerkes „Max Reimann“ diente von 1987 bis 1996 zur Rauchgasabführung des Braunkohle-Heizwerkes in Leipzig-Connewitz. Von 2005 bis 2016 wurde er mit einem aufgesetzten Antennenmast als DVB-T-Sendeturm genutzt. Nach Errichtung des Leipziger Funkturms und Demontage der Antenne war der Schornstein ohne Funktion und wurde 2023 gesprengt. 

## Errichtung
In den Jahren 1984 bis 1987 wurde zur Sicherstellung der Fernwärmeversorgung in Leipzig auf dem Gelände des ehemaligen Gaswerks II, das 1952 in „Gaskokerei Max Reimann“ umbenannt und 1977 stillgelegt worden war, ein Heizwerk errichtet, für welches der Name Max Reimann beibehalten wurde. 
Der Schornstein wurde als eine der ersten Komponenten des Werkes in Gleitbauweise erstellt. Grundsteinlegung war im Mai 1984, und im September des gleichen Jahres hatte er seine Höhe von 170 Metern erreicht. Damit war er zu dieser Zeit Leipzigs höchstes Bauwerk. Sein Durchmesser betrug etwa 13 Meter. Im Inneren befand sich eine zweite Stahlbetonröhre.

## Nutzung
Im Januar 1986 nahm der Schornstein mit der Inbetriebnahme des ersten Heizkessels seine Funktion der Ableitung der Rauchgase auf. Diese waren entschwefelt und durch vier große Elektrofilter von Ascheteilchen gereinigt. Nachdem Ende 1987 die volle Leistung erreicht worden war, kam bereits im April 1996 wegen der Reduzierung der Braunkohleförderung im Leipziger Revier der letzte Kohlezug im Werk an, das nach der Wende in Heizwerk Südost umbenannt worden war, und der Betrieb wurde eingestellt. Während dieser Zeit wurden insgesamt 21 Millionen Tonnen Rohbraunkohle verbrannt. Der Abriss der Anlagen bis auf den Schornstein dauerte bis 2005.

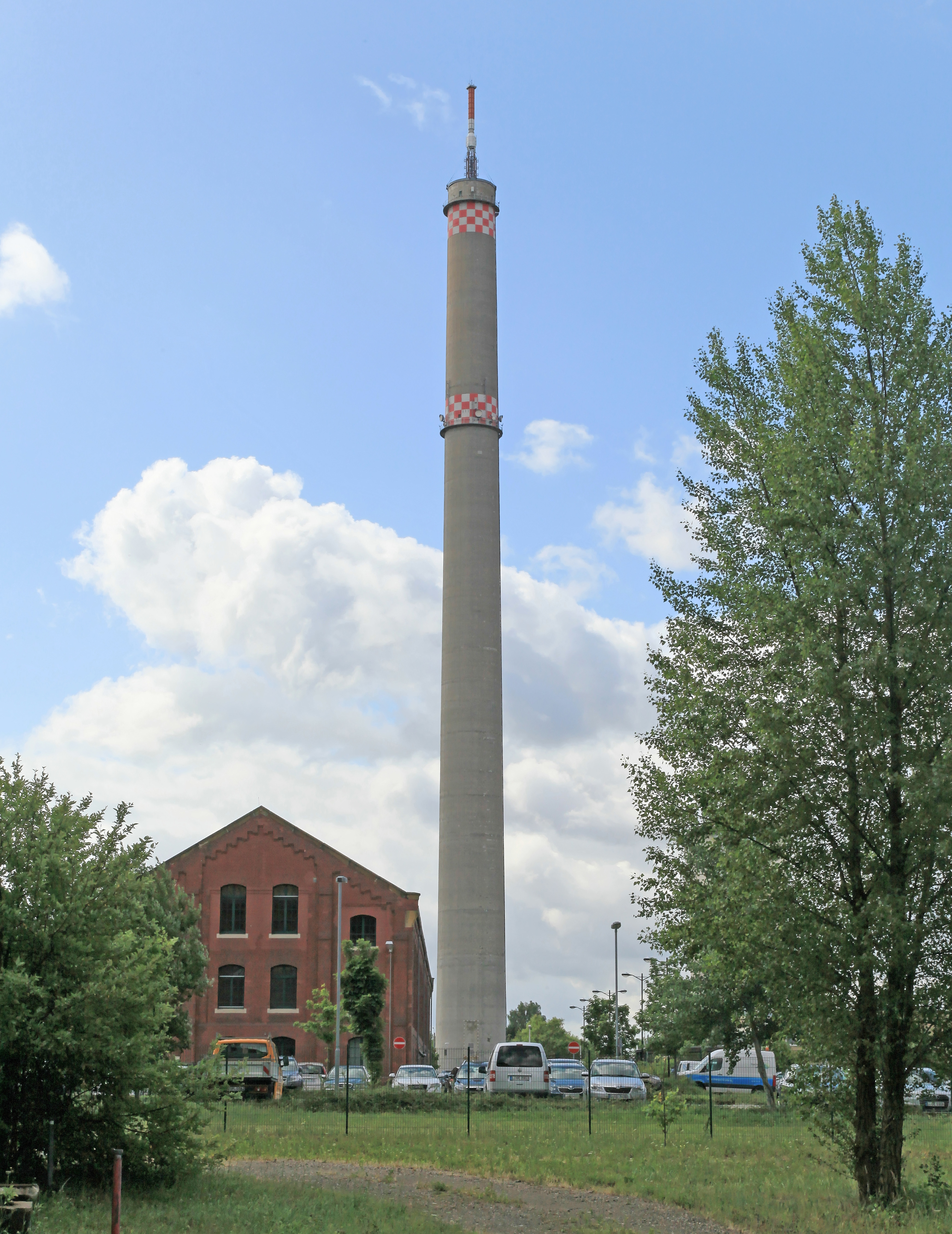
Zu DVB-T-Sendeturm
umgebaut (2015)

Von Juli bis September 2005 wurde der Schornstein verschlossen und zum Antennenträger umgerüstet.  Am 1. Oktober wurde auf ihm mittels eines Schwerlasthubschraubers ein 20 Meter hoher Sendemast aufgesetzt. In Leipzig und Umgebung konnte die Rundstrahlantenne etwa zwei Millionen potenzielle Nutzer mit digitalem Antennenfernsehen versorgen. Von dieser nun DVB-T-Sendeturm Leipzig genannten Anlage wurde auch der DAB+ Multiplex Digitalradio Deutschland sowie der Multiplex Sachsen 9A (jeweils mit 10 kW) ausgestrahlt. Auf der unteren Bühne des Schornsteins war zusätzlich eine Mobilfunkanlage installiert.
Nachdem der damalige Pächter, die Deutsche Funkturm GmbH, 500 Meter weiter nordöstlich am 16. Mai 2016 den neuen Gittermast-Funkturm in Betrieb genommen hatte, wurde der Antennenmast am 29. Juni 2016 per Hubschrauber vom Schornstein demontiert. Von da an war der Schornstein ohne jede Funktion.

## Sprengung

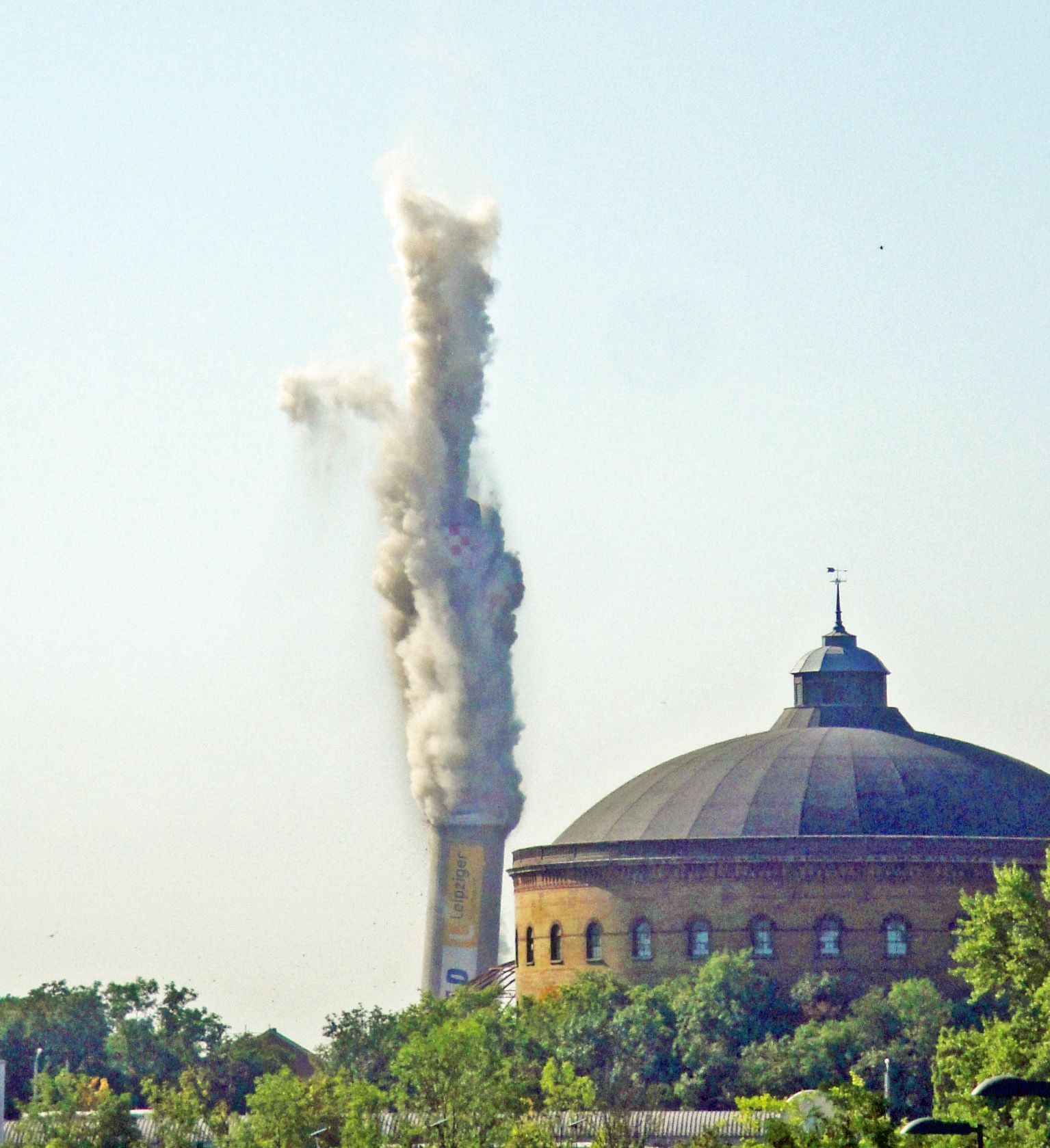
Sprengung am
10. September 2023

Nachdem die Leipziger Stadtwerke eine weitere Nachnutzung des Schornsteins geprüft und ausgeschlossen hatten, wurde beschlossen, ihn zu sprengen.  Ursprünglich sollte die Sprengung bereits am 15. September und dann im November 2022 erfolgen, doch Einwände von Anliegern verhinderten diese Termine
Die am 10. September 2023 durchgeführte Sprengung erfolgte wegen des beschränkten umgebenden Freiraums als Dreifachsprengfaltung, bei welcher der Schornstein  zollstockähnlich gefaltet wurde. Das geschah durch Anbringen von Sprengladungen in drei Höhen: am Boden, in 35 und in 120 Metern Höhe, jeweils auf den gegenüberliegenden Seiten. 100 kg Sprengstoff in 1500 Bohrlöchern wurden eingesetzt. Im Umkreis herrschte eine Sperrzone von etwa 200 Metern Radius. Die Sprengung verlief problemlos, wie die Sprengmeisterin feststellte. 